# Aromobates orostoma
Aromobates orostoma е вид жаба от семейство Aromobatidae. Видът е застрашен от изчезване.

## Разпространение
Разпространен е във Венецуела.